# Frank Onyeka
Ogochukwu Frank Onyeka (ur. 1 stycznia 1998 w Maiduguri) – nigeryjski piłkarz, występujący na pozycji pomocnika w niemieckim klubie FC Augsburg, do którego jest wypożyczony z angielskiego Brentford oraz w reprezentacji Nigerii. Srebrny medalista Pucharu Narodów Afryki 2023. 
Uczestnik Pucharu Narodów Afryki 2021. Wychowanek FC Midtjylland.